# Sunset, Arkansas
Sunset är en ort i Crittenden County i delstaten Arkansas, USA.